# Монастыриска
Монастыри́ска (укр. Монастири́ська) — город в Чортковском районе Тернопольской области Украины. Административный центр Монастырисской городской общины.

## Название
Первоначальное название города было Подгородное, затем Монастырище, поляки переименовали его в Monasterzyska. Название города употребляется как существительное множественного числа, а не прилагательное женского рода: правильно говорить «в Монастырисках», а не «в Монастыриске».

## Население
По состоянию на 1 января 2013 года численность населения составляла 6089 человек.

### Языковой состав
Родной язык населения по данным переписи 2001 года:
| Язык       | Численность, чел. | Доля     |
| ---------- | ----------------- | -------- |
| Украинский | 6 229             | 99,24 %  |
| Другое     | 48                | 0,76 %   |
| Итого      | 6 277             | 100,00 % |

 Данные переписей разных времен 
Территория общины составляла 34.17 км². В 1921 году было 864 помещения, а в 1931 году — 1176.
В 1841 году в городке проживало 913 украинцев:
- Монастыриска — 221
- Березовка — 245
- Фильварки — 447

По переписи 1912 года в Монастырисках проживало 893 украинца:
- Монастыриска — 201
- Березовка — 190
- Фильварки — 592[9]

Национальный состав
| Год  | Состав населения | Число лиц | Доля в % ОТ ВСЕГО населения |
| ---- | ---------------- | --------- | --------------------------- |
| 1848 | украинцы         | 747       | 22                          |
| 1848 | поляки           | 408       | 12                          |
| 1848 | евреи            | 1310      | 38,6                        |
| 1848 | немцы            | 850       | 25                          |
| 1848 | чехи             | 8         | 0,24                        |
| 1848 | румыны           | 2         | 0,06                        |
| 1848 | мадьяры          | 4         | 0,12                        |
| 1848 | армяне           | 2         | 0,06                        |
| 1848 | татары           | 60        | 1,8                         |
| 1880 | украинцы         | 762       | 17,6                        |
| 1880 | поляки           | 1271      | 29,3                        |
| 1880 | евреи            | 2292      | 52,9                        |
| 1880 | прочие           | 8         | 0,2                         |
| 1900 | украинцы         | 580       | 11,9                        |
| 1900 | поляки           | 1773      | 36,4                        |
| 1900 | евреи            | 2504      | 51,5                        |
| 1900 | прочие           | 10        | 0,2                         |
| 1939 | украинцы         | 2400      | 30,2                        |
| 1939 | поляки           | 4000      | 50,3                        |
| 1939 | евреи            | 1550      | 19,5                        |

## Географическое положение
Город расположен на реке Коропец (приток Днестра) в 87 км от Тернополя и 18 км от ближайшей железнодорожной станции (Бучач, железнодорожного сообщения нет).
Площадь Монастыриска — 521 га. Население — 5 492 человек (01.01.2021).
Имеются памятники природы местного значения-2 ясени возрастом 160 и 210 лет, имеющие диаметры 105 и 135 см. Расположены на ул. Шевченко, 69, рядом с церковью Успения Пресвятой Богородицы.

### Климат
Климат умеренно-континентальный. Среднегодовая температура воздуха + 7,3 ºС, безморозный период длится 160—165 дней. Осадков выпадает 520—600 мм в год. Сумма температур выше 10ºС колеблется от 2500ºс до 2700ºс. Город относится к району «теплого Подолья», где весна наступает на две недели раньше, чем на остальной территории Тернопольской области.

### Грунт
Самыми распространенными почвами являются светло-серые оподзоленные. Они сформировались на лёссах и лёссообразных суглинках под лесной растительностью. Содержание гумуса невелико-1,3 % −1,8 %. Эти почвы имеют кислую реакцию, поэтому для повышения их плодородия необходимо известкование, внесение органических и минеральных удобрений

## История

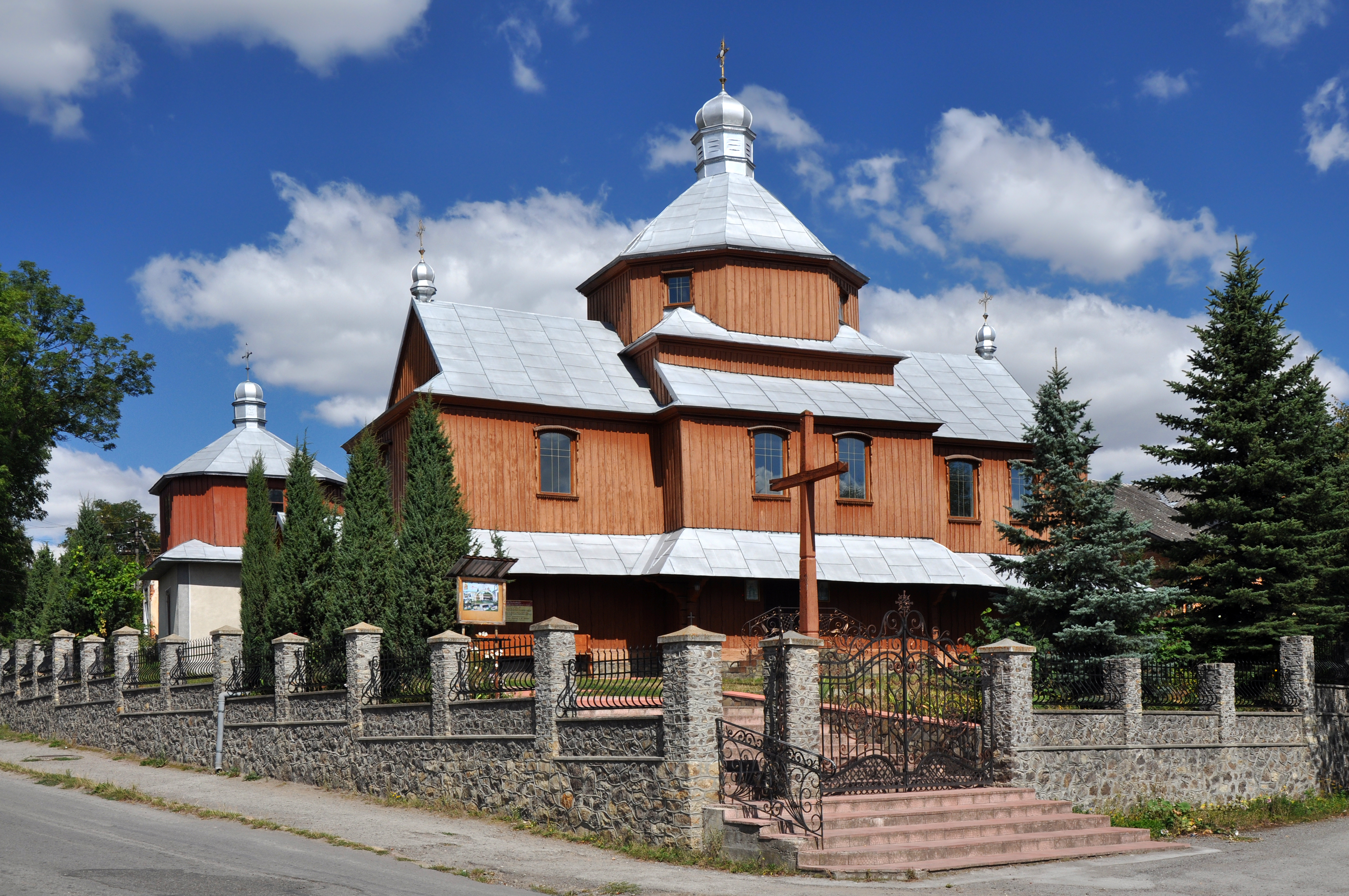
Церковь святой Марии

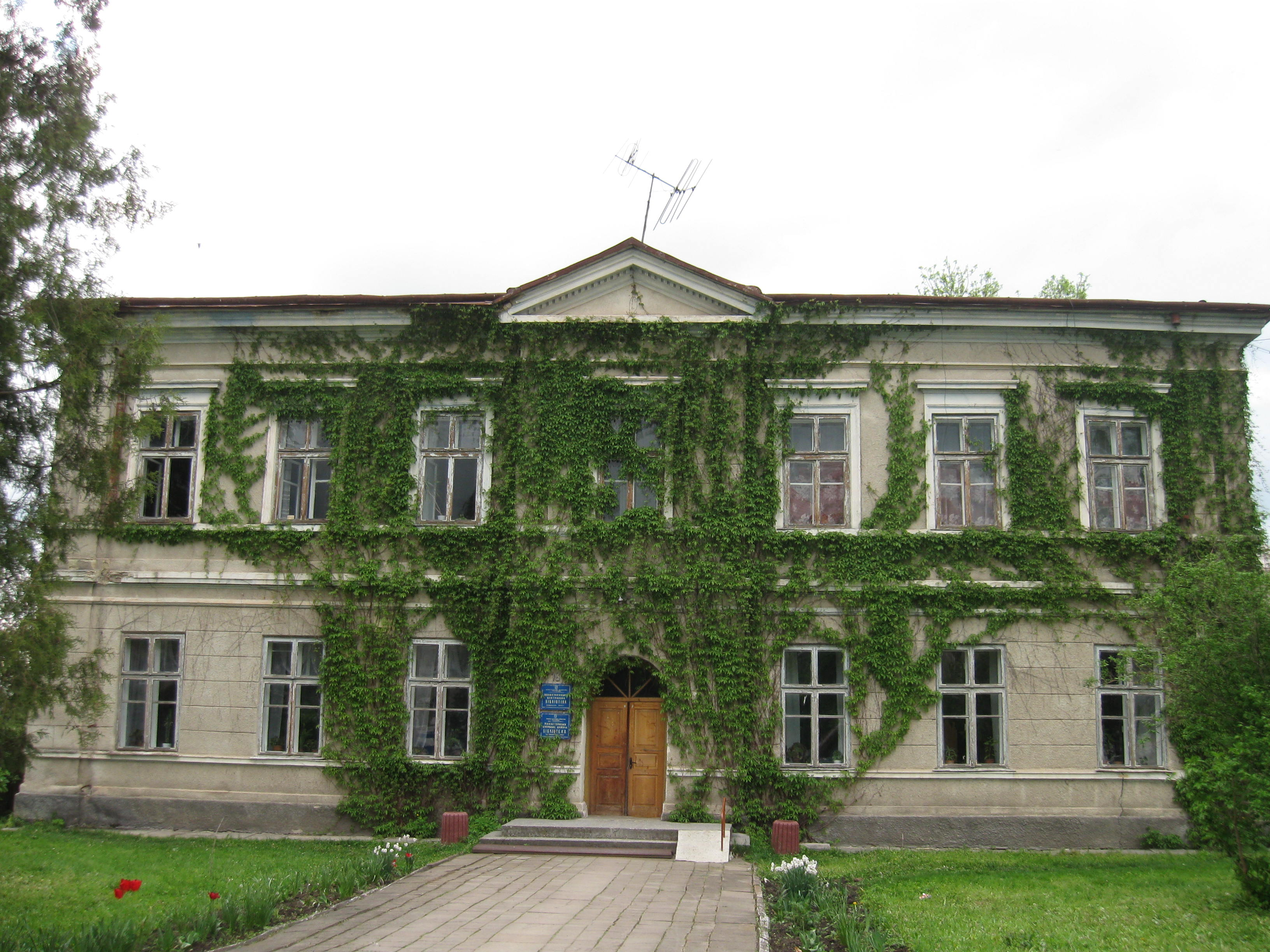
Районная библиотека

Первые письменные упоминания приходятся на 1437 год.
В 1454 году упоминается как населённый пункт с магдебургским правом.
С 1630 года селение перешло в собственность к роду Потоцких.
С 1941 года — город. Также, в 1941 году здесь началось издание местной газеты.
В ходе Великой Отечественной войны 4 июля 1941 года был оккупирован немецкими войсками. В период оккупации всё еврейское население было уничтожено.
Освобождён 26 марта 1944 года войсками 1-го Украинского фронта в ходе Проскуровско-Черновицкой операции:
- 1-я гвардейская армия — часть сил 280-й стрелковой дивизии (генерал-майор Севастьянов Иван Александрович) 18-го гвардейского стрелкового корпуса (генерал-майор Афонин Иван Михайлович).

Вторично оккупирован 6 апреля 1944 года. Освобождён 21 июля 1944 года войсками 1-го Украинского фронта в ходе Львовско-Сандомирской операции:
- 1-я гвардейская армия — 30-я стрелковая дивизия (полковник Янковский Виктор Павлович) 30-го стрелкового корпуса (генерал-майор Лазько Григорий Семёнович)[17].

В январе 1989 года численность населения составляла 6427 человек, в это время крупнейшими предприятиями города являлись табачно-ферментационный завод и швейное объединение.
В ходе административно-территориальной реформы в Украине, в 2020 году Монастырисский район был упразднён, а город стал административным центром Монастырисской городской общины Чортковского района.

## Кладбище
Есть братские могилы советских воинов на городском кладбище. В три ряда размещены 23 могилы неизвестных воинов, на которых установлены надгробные плиты.
В городском парке есть братская могила советских воинов. На могиле памятник-скульптура воина во весь рост на прямоугольном постаменте ступенчатой формы (г. Монастыриска, городской парк).
На городском кладбище есть могила советского воина В. П. Красникова, погибшего в 1958 году во время разминировании склада с боеприпасами. На могиле памятник-обелиск пирамидальной формы.

## Улицы Монастыриски
В конце XIX — начале XX века Монастыриска были частично заброшенным грязным провинциальным населенным пунктом. В дождливую погоду здесь невозможно было пройти, болото на улицах стояло по колено.

## Транспорт

### Автомобильный
Через Монастыриска пролегает автодорога Н18 Тернополь-Ивано-Франковск, от города пролегают автодороги: Т 2004 — через Подгайцы до Бережан, дорога местного значения Монастыриска — Дрищев (соединяет город с автодорогой Т 0903 Галич — Городок).

### Железнодорожный
В 1884 году завершилось строительство железнодорожной магистрали Хриплин — Нижнев — Монастыриска — Бучач — Копычинцы — Гусятин. В первых годах поезд проезжал через город лишь раз в день (Станислав 10.00 — Бучач 14.39), а в 1914 году — уже три раза. Во время открытия линии Станислав — Бучач цена билета в 1885 году третьего класса была 1 гульден и 20 крейцеров. Железная дорога была одноколейной, её ширина составляла 1435 мм. После прихода советской власти в 1939 году ширину колеи изменили на 1520 мм. Планировалось создание второго пути на маршруте Проскуров-Ярмолинцы-Копычинцы-Белая (Чертковская) — Бучач — Монастыриска—Нижнев—Станиславов, однако эта работа прекратилась с началом Второй мировой. После прихода немецких оккупантов состоялась новая перешивка путей под европейский стандарт.
В 1944 году гитлеровская администрация при отступлении нанесла ощутимые повреждения железной дороге на участке Бучач — Монастыриска — Хриплин. С помощью специальных приспособлений, которые тянул локомотив, уничтожались шпалы и сами рельсы. Бывшая железная дорога местами (в селах Комаровка, Добромышль) проходит рядом с существующей автодорогой Н18 (участок Монастыриска — Ивано-Франковск). На фоне местности можно отличить целые отрезки земляной насыпи, бывшие мосты через реки, переезды, подпорную стену для предотвращения смещения почвы между селами Комаровка и Добромышль тому подобное. Эту дорогу можно восстановить (существовал план восстановления в 1991 р.), Тогда Тернополь сможет получить более короткий путь к Карпат.
В 18 км от города находится железнодорожная станция Бучач Львовской железной дороги.

## Социальная сфера

#### Образование
В 1812 году в Монастырисках работала одноклассная школа. Учителем этой школы был Станислав Свенцицкий. Обучение велось на польском языке. В школе учили писать, читать, такие предметы как арифметика, география, музыка. В 1867 году здесь разместилась двухклассная школа, учителем которой был Эммануил Добруцкий. С 1880-х годов в Монастырисках действовала четырёхклассная народная школа, где работало 2 учителя. В 1912 году открыли польскую шестиклассную школу. В межвоенный период в городке действовали семилетние мужская и женская школы, преподавание в которых велось на польском языке. Женская школа размещалась в доме, где теперь находится районная библиотека, мужская — в старом корпусе школы.
В 1939 году открыта Монастырисская средняя образовательная школа I—III ступеней, которая начала функционировать с 1946 год. С 1970 обучение проводится в новом корпусе.
Учебные заведения:
- Монастырисская СОШ I—III ступеней
- дошкольное учреждение «Казка» и «Сонечко»
- Монастырисская музыкальная школа
- Монастырисская ДЮСШ, основанная в 1989 году, первый директор Анатолий Шаль, с 2000 года Марко Паньков. Собственной спортивной базы нет. Для проведения учебно-тренировочных занятий используются спортивные залы Монастырисской и Коропецкой общеобразовательных школ, а также стадионы этих населенных пунктов. Первыми тренерами были (по совместительству) учителя Монастырисской СОШ К. П. Дидина (волейбол), И. Б. Дуда (футбол), И. М. Гончар (легкая атлетика). Ученики школы в 1999 году стали победителями областных соревнований на призы «Шкіряний м’яч».[22]

#### Медицина
В конце XIX-начале XX века в городе распространялись эпидемические заболевания. Причиной были грязные улицы, которые в дождливую погоду превращались в непроходимое болото, бедные люди жили под одной крышей со скотом. В 1890 году из тех, кто болел инфекционными болезнями умерло 21,9 %, в 1898 году в уезде из 5121 новорождённого умерло 3478.
Учреждения медицины:
- поликлиника
- больница

#### Культура
Дворец культуры, Монастырисская центральная районная библиотека, центр детского творчества, музей лемковской культуры (от 1996), комната-музей О. Кисилевской.

#### Традиций
С 2001 в Монастырисках проходит ежегодный всеукраинский фестиваль лемковской культуры «Дзвони Лемківщини».

## Промышленность
Промышленные предприятия:
- ВАТ «Українська тютюнова компанія» — производство сигарет.[24]
- ВАТ «Монастириський молочний завод» — переработка молока и производство сыра оптовая торговля молочными продуктами, яйцами, подсолнечным маслом, животным маслом и жирами, розничная торговля в неспециализированных магазинах с преобладанием продовольственного ассортимента.
- ВАТ «Монастириське заводоуправління будівельних матеріалів» — производство строительного кирпича, облицовочной плитки, кафеля.[25]
- ТОВ «Галичанка» — производство рабочей одежды.
- ТОВ «Прогрес» — выращивание зерновых и технических культур, продукция: зерно, зернобобовые, пшеница, КРС, молоко.[26]

## Спорт

#### Футбол
- Строитель — чемпион Тернопольской области 1976 года
- Колос — чемпион Тернопольской области 1992 и 1992/93 годов.[27]

## Люди, связанные с городом
- Леньо, Иван Николаевич — музыкант, аккордеонист, вокалист группы Kozak System.
- Митрополит Мефодий — предстоятель Украинской автокефальной православной церкви
- Потоцкий, Антон Осипович (1780—1850) — граф, польский военачальник, генерал бригады, сенатор Российской империи, тайный советник.
- Сафрин, Хорацы — польский еврейский поэт и писатель.
- Француз, Анатолий Иосифович — генерал-лейтенант милиции, Герой Украины.
- Шмуэль Ицхак Шор — раввин города в 1891—1902 годах, посек, дед раввинов Меира Шапира и Моше Хаима Лау, прадед раввина Исраэля Меира Лау.